# Ma Qinghua

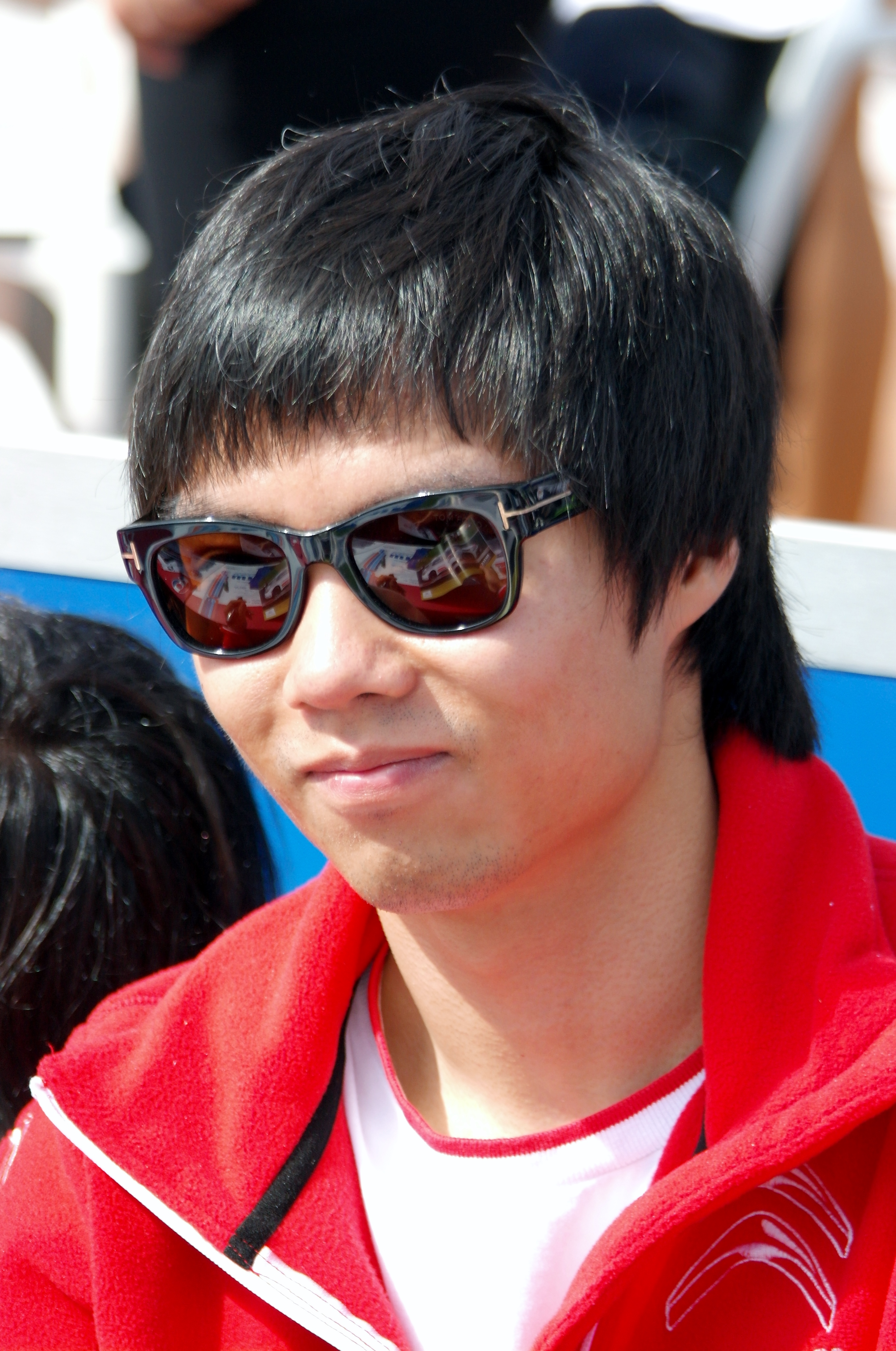
Ma Qinghua 2014

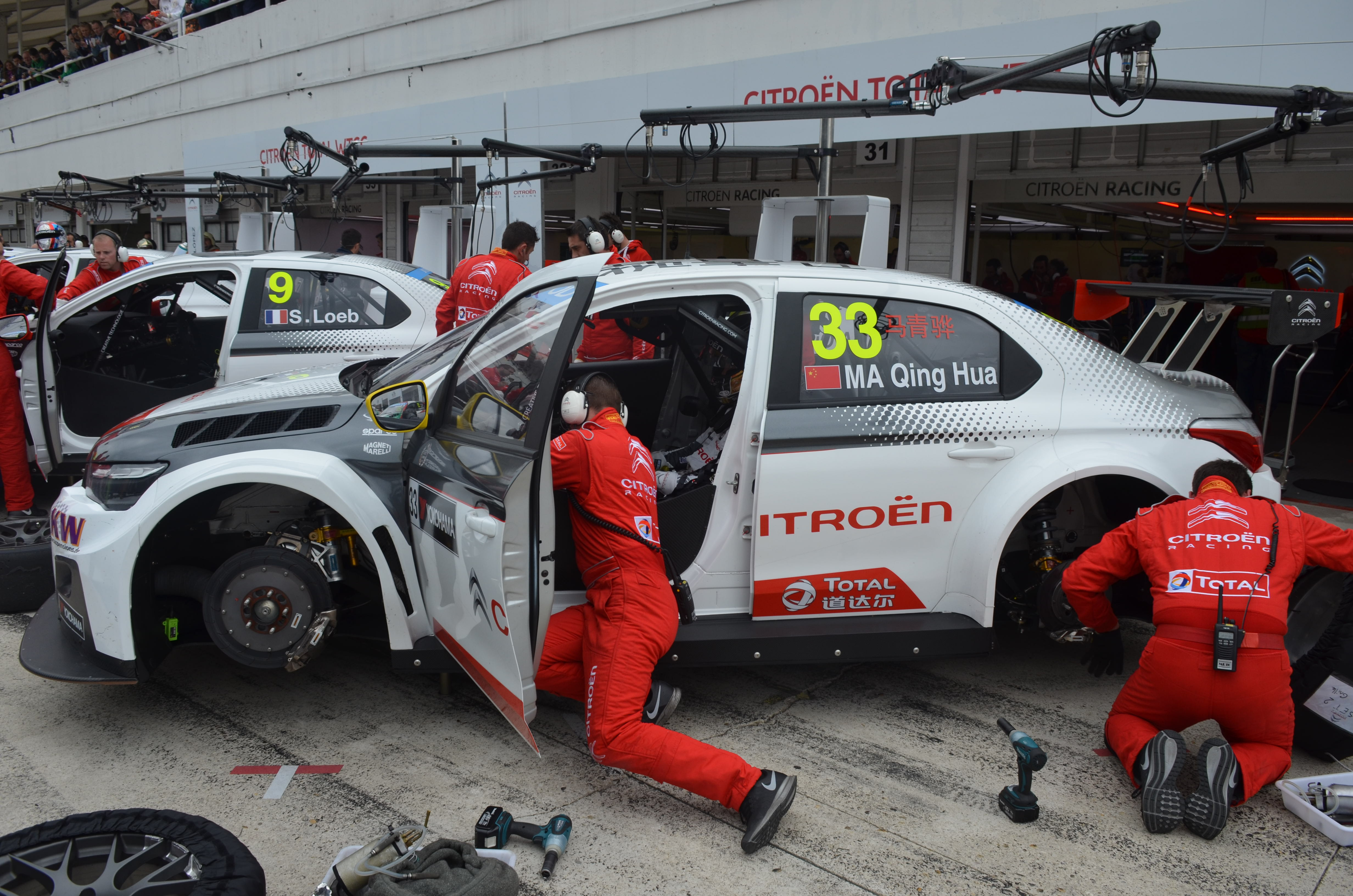
Citroën C-Elysée WTCC von Ma

Ma Qinghua (* 25. Dezember 1987 in Shanghai) ist ein chinesischer Automobilrennfahrer. Er fuhr von 2016 bis 2020 in der FIA-Formel-E-Meisterschaft.

## Karriere
Ma begann seine Motorsportkarriere 2005 im Formelsport in der asiatischen Formel Renault Challenge. Darüber hinaus nahm er in Europa in der italienischen Formel 3000 für das Team Astromega am Saisonfinale der Meisterschaft teil. Anfang 2006 ging Ma für das chinesische A1GP-Team am letzten Rennwochenende an den Start. Im weiteren Verlauf des Jahres trat Ma zu sechs Rennen der nordeuropäischen Formel Renault an und belegte den 26. Gesamtrang. Außerdem absolvierte er zwei Gaststarts im Formel Renault 2.0 Eurocup.
Nach einer einjährigen Pause stieg Ma 2008 zum vierten Rennwochenende der spanischen Formel-3-Meisterschaft für das Team West-Tec in die Serie ein. Mit drei Punkteplatzierungen beendete Ma die Saison auf dem 18. Platz in der Meisterschaft. 2009 nahm Ma fürs Team West-Tec nur an einem Rennwochenende der britischen Formel-3-Meisterschaft teil und belegte den zehnten Platz in der nationalen Klasse. 2010 startete Ma für das Team China beim Superleague-Formula-Rennwochenende in Ordos. 2011 trat Ma im Tourenwagensport in der China Touring Car Championship (CTCC) an. Er gewann die 1600cc-Klasse.
2012 wurde er ins Förderprogramm des Formel-1-Rennstalls HRT aufgenommen. In dieser Funktion kam Ma bei vier Freitagstrainings der Formel-1-Weltmeisterschaft 2012 zum Einsatz. Sein Debüt gab er beim Großen Preis von Italien. Ma wurde damit zum ersten Chinesen, der einen Formel-1-Wagen an einem Grand-Prix-Wochenende fuhr. Nachdem HRT zum Ende der Saison 2012 den Rennbetrieb eingestellt hatte, wechselte Ma zu Caterham. Er sollte für den Rennstall 2013 an der GP2-Serie als Stammfahrer teilnehmen, wurde aber bereits nach der ersten Veranstaltung durch Alexander Rossi ersetzt. Beim Saisonauftakt ließ er das Sprintrennen krankheitsbedingt aus. Darüber hinaus war er Testfahrer des Formel-1-Rennstalls Caterham.
2014 wechselte Ma in den Tourenwagen zu Citroën Total WTCC in die Tourenwagen-Weltmeisterschaft (WTCC). Er nahm an fünf von zwölf Veranstaltungen teil. Bereits bei seinem ersten Rennwochenende auf dem Moscow Raceway gewann er ein Rennen. In Shanghai wurde er Zweiter. Er beendete die Saison auf dem 13. Gesamtrang. 2015 erhielt Ma ein Vollzeitcockpit bei Citroën in der Tourenwagen-Weltmeisterschaft. Er entschied ein Rennen in Vila Real für sich und stand bei fünf weiteren Rennen auf dem Podium. Die Saison schloss er auf dem vierten Platz der Weltmeisterschaft ab. Er lag dabei hinter seinen drei Teamkollegen José María López, Yvan Muller und Sébastien Loeb.
2016 kehrte Ma in den Formelsport zurück und bestritt für das Team Aguri die letzten vier Rennen der FIA-Formel-E-Meisterschaft. Für die FIA-Formel-E-Meisterschaft 2016/17 blieb Ma in der Formel E. Das Team Aguri hatte seinen Startplatz an den chinesischen Rennstall Techeetah abgegeben, bei dem Ma ein Cockpit erhielt. Nach dem dritten Rennen wurde er durch Esteban Gutiérrez ersetzt, am Saisonende belegte er den 25. Gesamtrang.
2017/18 wurde er Ersatzfahrer beim NIO Formula E Team in der FIA-Formel-E-Meisterschaft. Beim Paris E-Prix ging er als Ersatz für Luca Filippi und beim New York City E-Prix als er Ersatz für den verletzten Oliver Turvey an den Start. Am Saisonende belegte er den 23. Platz in der Fahrerwertung.

## Persönliches
Mas Vater gehört eine Kartbahn in Shanghai.

## Statistik

### Karrierestationen
| - 2005: Asiatische Formel Renault Challenge (Platz 16) - 2005: Italienische Formel 3000 (Platz 27) - 2006: A1GP - 2006: Nordeuropäische Formel Renault (Platz 26) - 2008: Spanische Formel 3 (Platz 18) - 2009: Britische Formel 3, national (Platz 10) | - 2010: Superleague Formula - 2011: CTCC, 1600cc (Meister) - 2012: Formel 1 (Testfahrer) - 2013: GP2-Serie (Platz 35) - 2013: Formel 1 (Testfahrer) - 2014: WTCC (Platz 13) | - 2015: WTCC (Platz 4) - 2016: Formel E (Platz 19) - 2017: Formel E (Platz 25) - 2018: Formel E (Platz 23) |

### Einzelergebnisse in der GP2-Serie
| Jahr | Team            | 1   | 2   | 3   | 4   | 5   | 6   | 7   | 8   | 9   | 10  | 11  | 12  | 13  | 14  | 15  | 16  | 17  | 18  | 19  | 20  | 21  | 22  | Punkte | Rang |
| ---- | --------------- | --- | --- | --- | --- | --- | --- | --- | --- | --- | --- | --- | --- | --- | --- | --- | --- | --- | --- | --- | --- | --- | --- | ------ | ---- |
| 2013 | Caterham Racing | MAS | MAS | BRN | BRN | ESP | ESP | MON | MON | GBR | GBR | GER | GER | HUN | HUN | BEL | BEL | ITA | ITA | SIN | SIN | UAE | UAE | 0      | 35.  |
| 2013 | Caterham Racing | 21  | DNS |     |     |     |     |     |     |     |     |     |     |     |     |     |     |     |     |     |     |     |     | 0      | 35.  |

### Einzelergebnisse in der FIA-Formel-E-Meisterschaft
| Jahr    | Team               | 1   | 2   | 3   | 4   | 5   | 6   | 7   | 8   | 9   | 10  | 11  | 12  | Punkte | Rang |
| ------- | ------------------ | --- | --- | --- | --- | --- | --- | --- | --- | --- | --- | --- | --- | ------ | ---- |
| 2015/16 | Team Aguri         | BEI | PUT | PUN | BUE | MEX | LBH | PAR | BER | LON | LON |     |     | 0      | 19.  |
| 2015/16 | Team Aguri         |     |     |     |     |     |     | DNF | 14  | 11  | 12  |     |     | 0      | 19.  |
| 2016/17 | Techeetah          | HKG | MAR | BUE | MEX | MON | PAR | BER | BER | NYC | NYC | MTR | MTR | 0      | 25.  |
| 2016/17 | Techeetah          | DNF | 15  | 16  |     |     |     |     |     |     |     |     |     | 0      | 25.  |
| 2017/18 | NIO Formula E Team | HKG | HKG | MAR | SAN | MEX | PUN | ROM | PAR | BER | ZÜR | NYC | NYC | 0      | 23.  |
| 2017/18 | NIO Formula E Team |     |     |     |     |     |     |     | 17  |     |     |     | 13  | 0      | 23.  |

| Legende                      | Legende       | Legende                                                                 |
| Farbe                        | Abkürzung     | Bedeutung                                                               |
| ---------------------------- | ------------- | ----------------------------------------------------------------------- |
| Gold                         | —             | Sieger                                                                  |
| Silber                       | —             | 2. Platz                                                                |
| Bronze                       | —             | 3. Platz                                                                |
| Grün                         | —             | Platzierung in den Punkten                                              |
| Blau                         | —             | Klassifiziert außerhalb der Punkteränge                                 |
| Violett                      | DNF           | Rennen nicht beendet                                                    |
| Violett                      | NC            | nicht klassifiziert                                                     |
| Rot                          | DNQ           | nicht qualifiziert                                                      |
| Schwarz                      | DSQ           | disqualifiziert                                                         |
| Weiß                         | DNS           | nicht am Start                                                          |
| Weiß                         | WD            | zurückgezogen                                                           |
| Weiß                         | C             | Rennen abgesagt                                                         |
| Blanko                       |               | nicht teilgenommen                                                      |
| Blanko                       | DNP           | gemeldet, aber nicht teilgenommen                                       |
| Blanko                       | INJ           | verletzt oder krank                                                     |
| Blanko                       | EX            | ausgeschlossen                                                          |
| sonstige Formate und Zeichen | P/fett        | Pole-Position                                                           |
| sonstige Formate und Zeichen | kursiv        | Schnellste Rennrunde (ab 2017/18: Schnellste Rennrunde der ersten Zehn) |
| sonstige Formate und Zeichen | unterstrichen | Führender in der Gesamtwertung                                          |
| sonstige Formate und Zeichen | °             | FanBoost                                                                |
| sonstige Formate und Zeichen | *             | nicht im Ziel, aufgrund der zurückgelegten Distanz aber gewertet        |
| sonstige Formate und Zeichen | ( )           | Streichresultat                                                         |

### Einzelergebnisse in der Tourenwagen-Weltmeisterschaft (WTCC)
| Jahr | Team               | 1   | 2   | 3   | 4   | 5   | 6   | 7   | 8   | 9   | 10  | 11  | 12  | 13  | 14  | 15  | 16  | 17  | 18  | 19   | 20  | 21  | 22  | 23  | 24  | Punkte | Rang |
| ---- | ------------------ | --- | --- | --- | --- | --- | --- | --- | --- | --- | --- | --- | --- | --- | --- | --- | --- | --- | --- | ---- | --- | --- | --- | --- | --- | ------ | ---- |
| 2014 | Citroën Total WTCC | MAR | MAR | FRA | FRA | HUN | HUN | SLK | SLK | AUT | AUT | RUS | RUS | BEL | BEL | ARG | ARG | CHN | CHN | CHN  | CHN | JPN | JPN | MAC | MAC | 69     | 13.  |
| 2014 | Citroën Total WTCC |     |     |     |     |     |     |     |     |     |     | 6   | 1   | 11  | DNF |     |     | 15* | 12  | 2    | 5   |     |     | 8   | DNF | 69     | 13.  |
| 2015 | Citroën Total WTCC | ARG | ARG | MAR | MAR | HUN | HUN | GER | GER | RUS | RUS | SLK | SLK | FRA | FRA | PRT | PRT | JPN | JPN | CHN  | CHN | THA | THA | QAT | QAT | 241    | 4.   |
| 2015 | Citroën Total WTCC | 74  | 8   | 23  | 10  | 45  | 9   | 5   | DNF | 5   | 5   | DNF | DNF | 4   | 3   | 6   | 1   | 45  | 5   | 10*2 | 8   | 34  | 2   | 5   | 2   | 241    | 4.   |

Legende
| Legende  | Legende            | Legende                                                          |
| Farbe    | Abkürzung          | Bedeutung                                                        |
| -------- | ------------------ | ---------------------------------------------------------------- |
| Gold     | –                  | Sieg                                                             |
| Silber   | –                  | 2. Platz                                                         |
| Bronze   | –                  | 3. Platz                                                         |
| Grün     | –                  | Platzierung in den Punkten                                       |
| Blau     | –                  | Klassifiziert außerhalb der Punkteränge                          |
| Violett  | DNF                | Rennen nicht beendet (did not finish)                            |
| Violett  | NC                 | nicht klassifiziert (not classified)                             |
| Rot      | DNQ                | nicht qualifiziert (did not qualify)                             |
| Rot      | DNPQ               | in Vorqualifikation gescheitert (did not pre-qualify)            |
| Schwarz  | DSQ                | disqualifiziert (disqualified)                                   |
| Weiß     | DNS                | nicht am Start (did not start)                                   |
| Weiß     | WD                 | zurückgezogen (withdrawn)                                        |
| Hellblau | PO                 | nur am Training teilgenommen (practiced only)                    |
| Hellblau | TD                 | Freitags-Testfahrer (test driver)                                |
| ohne     | DNP                | nicht am Training teilgenommen (did not practice)                |
| ohne     | INJ                | verletzt oder krank (injured)                                    |
| ohne     | EX                 | ausgeschlossen (excluded)                                        |
| ohne     | DNA                | nicht erschienen (did not arrive)                                |
| ohne     | C                  | Rennen abgesagt (cancelled)                                      |
| ohne     | keine WM-Teilnahme |                                                                  |
| sonstige | P/fett             | Pole-Position                                                    |
| sonstige | 1/2/3/4/5/6/7/8    | Punktplatzierung im Sprint-/Qualifikationsrennen                 |
| sonstige | SR/kursiv          | Schnellste Rennrunde                                             |
| sonstige | *                  | nicht im Ziel, aufgrund der zurückgelegten Distanz aber gewertet |
| sonstige | ()                 | Streichresultate                                                 |
| sonstige | unterstrichen      | Führender in der Gesamtwertung                                   |

- 1: Erster im Qualifying, 2: Zweiter im Qualifying,...